# Ictiobinae
Sous-famille
Les Ictiobinae sont une sous-famille de poissons téléostéens.

## Liste des genres
Selon ITIS (27 juillet 2020) :
- genre Carpiodes Rafinesque, 1820
- genre Ictiobus Rafinesque, 1820

## Publication originale
- (en) G. R. Smith, 1992 : « Phylogeny and biogeography of the Catostomidae, freshwater fishes of North America and Asia » in R. L. Mayden « Systematics and Historical Ecology of North American Freshwater Fishes ». Stanford University Press, California, p. 778–826.